# Ryan Dunn
Ryan Dunn, celým jménem Ryan Matthew Dunn (11. června 1977, Medina, Ohio – 20. června 2011 West Goshen, Pensylvánie) byl americký herec a kaskadér, který se skupinou Jackass vystupoval od roku 2000 v MTV. Známým se stal nejvíce právě z Jackass, kde vystupoval kromě jiných hlavně po boku Bama Margery, který byl jeho blízkým přítelem. Zemřel ve věku 34 let při automobilové nehodě.

## Život
Narodil se 11. června ve městě Medina, státě Ohio v USA. Vyrůstal však ve vesnici Williamsville, spadající pod New York a poté se i s rodiči (Linda a Ronald Dunn) přestěhoval do West Chester, Pennsylvania. Veřejné známosti se mu poprvé dostalo vystupováním po boku jeho přátel z CKY crew.
Ryan Dunn zemřel 20. června 2011 při automobilové havárii poblíž West Goshenu v Pensylvánii (USA).